# یونجه‌لی (بایبورد)
یونجه‌لی {{ترکی|Yoncalı) (به ارمنی: Օրսոր) (به کردی: Orsor) یک منطقهٔ مسکونی در ترکیه است که در بایبورد واقع شده‌است. یونجه‌لی ۳۲۳ نفر جمعیت دارد.